# Sigmomorphina
Sigmomorphina es un género de foraminífero bentónico de la subfamilia Polymorphininae, de la familia Polymorphinidae, de la superfamilia Polymorphinoidea, del Suborden Lagenina y del orden Lagenida. Su especie-tipo es Sigmomorpha (Sigmomorphina) yokoyamai. Su rango cronoestratigráfico abarca desde el Thanetiense (Paleoceno superior) hasta la Actualidad.

## Discusión
Clasificaciones previas incluían Sigmomorphina en la superfamilia Nodosarioidea.

## Clasificación
Sigmomorphina Se han descrito numerosas especies de Textularia. Entre las especies más interesantes o más conocidas destacan:
- Sigmomorphina haeusleri
- Sigmomorphina lacrimosa
- Sigmomorphina lornensis
- Sigmomorphina obesa
- Sigmomorphina pernaeformis
- Sigmomorphina yokoyamai

Un listado completo de las especies descritas en el género Sigmomorphina puede verse en el siguiente anexo.
En Sigmomorphina se ha considerado el siguiente subgénero:
- Sigmomorphina (Sigmomorphinoides), aceptado como género Sigmomorphinoides